# Convento de la Virgen de las Huertas
El Convento de nuestra Señora la Real de las Huertas o Convento y Santuario de la Virgen de las Huertas, o Santuario Patronal de Lorca, es un convento franciscano, se encuentra en plena huerta de la ciudad de Lorca (Región de Murcia, España), a escasa distancia del núcleo urbano.
El convento fue construido en el siglo XV, aunque fue destruido hacia el 1653 debido a una riada que asoló gran parte de la ciudad. La nueva edificación data del siglo XVIII y es de estilo barroco, con reformas a comienzos del siglo XX en estilo neomudéjar, obra de José Antonio Rodríguez. 
Durante la guerra civil española, en el año 1936, fue expoliado desapareciendo gran parte de su riqueza histórica-artística.
En este Convento Santuario se encuentra la patrona de la ciudad de Lorca, la Virgen de las Huertas, custodiada por los padres franciscanos residentes en el mismo. En el Santuario Virgen de las Huertas podemos encontrar riquezas pictóricas tales como el camarín de la Virgen y la Tota Pulcra. 
En el año 2011, debido a los terribles terremotos acaecidos en la ciudad de Lorca, el Convento y Santuario de la Virgen de las Huertas sufrió importantes daños estructurales tales como la destrucción de su campanario neomudéjar y diversos daños pictóricos y arquitectónicos irreparables, por lo que en meses posteriores se procedió a acometer las obras de consolidación estructural. 
Tras las excavaciones realizadas, se encontró bajo el suelo de Convento Santuario un palacio islámico que data del siglo X y que hacia 1467 fue reutilizado para construir una ermita donde se asentaron los franciscanos.
- Datos: Q5166194